# Cinetorhynchus fasciatus
Cinetorhynchus fasciatus är en kräftdjursart som beskrevs av Okuno och Tachikawa 1997. Cinetorhynchus fasciatus ingår i släktet Cinetorhynchus och familjen Rhynchocinetidae. Inga underarter finns listade i Catalogue of Life.